# Lampronycteris brachyotis
Lampronycteris brachyotis — вид родини листконосові (Phyllostomidae), ссавець ряду лиликоподібні (Vespertilioniformes, seu Chiroptera).

## Морфологічні особливості, генетика
Довжина голови і тіла від 48 до 62 мм, довжина передпліччя між 40 і 42 мм, довжина хвоста від 7 до 13 мм, довжина стопи від 11 до 14 мм, довжина вух від 13 до 19 мм і вага до 14 гр. Хутро відносно коротке, на спині від чорно-коричневих до червонувато-коричневі, на череві світліше. Вуха нормального розміру, округлі і відокремлені. Лапи довгі й стрункі. Зубна формула: 2/2, 1/1, 2/3, 3/3 = 34. Каріотип, 2n=32 FNa=60

## Екологія
Спочиває в порожнистих стовбурах дерев, печерах, шахтах і старих будівлях. Формує невеликі групи до 10 осіб, що складається з одного самця, кількох самиць і молоді, хоча морська печера в Веракруз, Мексика, містила близько 300 осіб. Характерна полігамна система спарювання. Найбільша активність спостерігається в перші 2 години після заходу сонця, а другий пік активності після півночі. Їсть у рівних кількостях фрукти і членистоногих (павуки, жуки, мурашки, клопи, мухи). 

## Середовище проживання
Країни проживання: Беліз, Бразилія, Колумбія, Коста-Рика, Французька Гвіана, Гватемала, Гаяна, Мексика, Нікарагуа, Панама, Перу, Суринам, Тринідад і Тобаго, Венесуела. Живе в низовині до 700 м над рівнем моря. Значною мірою пов'язаний з вологими вічнозеленими і листяними низинними місцями проживання. 